# Winslow-rif (Phoenixeilanden)

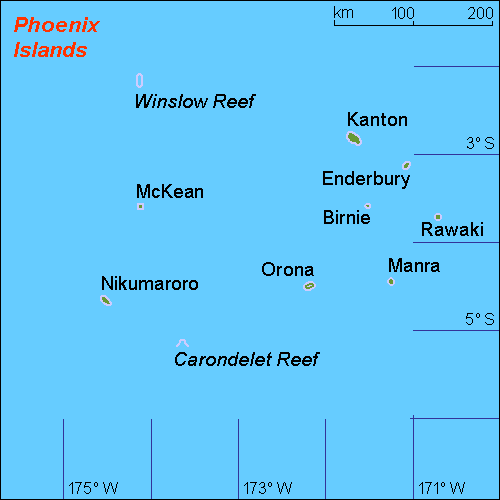

Het Winslow-rif is een tot de Republiek Kiribati behorend rif dat deel uitmaakt van de Phoenixeilanden. Winslow ligt 200 km ten noordnoordwesten van het eiland McKean en is ongeveer 1,6 km lang. Het hoogste punt van het rif ligt ongeveer 11 meter onder de zeespiegel. Winslow is in 1851 ontdekt door de Amerikaan Perry Winslow die voer op de walvisvaarder de Phoenix.